# Arthonia mediella
Arthonia mediella är en lavart som beskrevs av Nyl. Arthonia mediella ingår i släktet Arthonia och familjen Arthoniaceae.  Arten är reproducerande i Sverige. Inga underarter finns listade i Catalogue of Life.